# Dimenticarsi alle 7
Dimenticarsi alle 7 (tłum. Zapomnienie siebie nawzajem o siódmej) – singel włoskiej piosenkarki Elodie, wydany 12 lutego 2025.
Kompozycja zajęła 12. miejsce w finale 75. Festiwalu Piosenki Włoskiej w San Remo (2025).

## Geneza utworu i historia wydania
Utwór napisali i skomponowali Davide Simonetta i Elodie Di Patrizi, który odpowiada również za produkcję piosenki, oraz Davide „Tropico” Petrella. Piosenkarka o singlu w kontekście udziału w 75. Festiwalu Piosenki Włoskiej w San Remo:

Nie mogę się doczekać San Remo bardziej, niż w innych latach, »Dimenticarsi alle 7« to piosenka, którą bardzo lubię. Opowiada o dwóch stronach mnie, dramatycznej stronie, którą może wyzwolić tylko miłość. Z jednej strony rozpaczam, ale wciąż w elegancki sposób. Z drugiej strony godzę melodramat z elektroniczną muzyką tego utworu, która bardzo mnie reprezentuje. Po raz pierwszy chciałam zaangażować się w produkcję, miałam pomysł. Jest tak wiele ze mnie; moje odniesienia, moje wieczory. Uwielbiam grać, ta praca pozwala mi to robić i nie mogę się doczekać, aby zrobić to na scenie San Remo.

Singel ukazał się w formacie digital download 12 lutego 2025 we Włoszech za pośrednictwem wytwórni płytowej Island Records w dystrybucji Universal Music Italia. 
11 lutego 2025 utwór został zaprezentowany telewidzom stacji Rai 1 podczas pierwszego wieczoru 75. Festiwalu Piosenki Włoskiej w San Remo, w którym znalazł się wśród 29 konkursowych propozycji. 15 lutego podczas piątego, finałowego wieczoru festiwalu propozycja zajęła 12. miejsce.

## Teledysk
Do utworu powstał teledysk w reżyserii Attilio Cusaniego, który udostępniono w dniu premiery singla za pośrednictwem serwisu YouTube.

## Lista utworów
- Digital download[3]

1. „Dimenticarsi alle 7” – 3:34

## Notowania
| Kraj   | Lista (2025) | Najwyższa pozycja |
| ------ | ------------ | ----------------- |
| Włochy | FIMI         | 7                 |